# Natalia Ivanova
Natalia Ivanova (n. 1 septembrie 1971, Usolie-Sibirskoe, RSFS Rusă, URSS) este o sportivă ce a reprezentat Uniunea Republicilor Sovietice Socialiste, medaliată olimpică. A participat la o ediție a Jocurilor Olimpice (2000) în care a câștigat o medalie de argint.